# Ivan Sutherland (aviron)
Pour les articles homonymes, voir Ivan Sutherland et Sutherland.
Ivan Sutherland, né le 15 septembre 1950 à Blenheim (Nouvelle-Zélande), est un rameur d'aviron néo-zélandais.

## Carrière
Ivan Sutherland participe aux Jeux olympiques de 1976 à Montréal et est médaillé de bronze dans l'épreuve du huit avec ses partenaires Trevor Coker, Peter Dignan, Lindsay Wilson, Athol Earl, Dave Rodger, Alex McLean, Tony Hurt et Simon Dickie. 